# 長七郎天下ご免!
『長七郎天下ご免!』（ちょうしちろうてんかごめん）は、テレビ朝日系にて1979年10月25日から1982年3月25日まで毎週木曜20時からの1時間枠で放送された里見浩太朗主演のテレビ朝日、東映制作のテレビ時代劇。全113話。

## 概要
駿河大納言忠長卿の遺児・松平長七郎長頼が、江戸の町にはびこる悪を倒していく痛快時代劇。
なお、日本テレビ系で後に放送される『長七郎江戸日記』（1983年 - 1986年・1988年 - 1991年）は、設定や登場人物等が大きく異なっており、ストーリー上の繋がりは全くない。

### オープニングの前後
毎回オープニングの前（イントロ）で、「松平長七郎。三代将軍家光の弟でありながら、謀反の疑いをかけられて切腹した駿河大納言忠長の遺児である。のちにこの処置を恥じた家光から大名に取り立てようとの申し出を受けたが、長七郎は堅苦しい大名暮らしを返上。天下ご免・生涯勝手のお墨付きを受け、浪々の旅に出た。」というナレーションが入る。
オープニング後（アウトロ）、「自由な旅を終えて再び江戸に戻った長七郎は、大久保彦左衛門の世話により日本橋の炊き出し屋（仕出し屋のこと）・浜乃家に結城長三郎と名を変えて移り住んだ。」というナレーションが入る。

## キャスト
- 松平長七郎（結城長三郎）：里見浩太朗

駿河大納言忠長の遺児。家光から「生涯勝手、天下御免」のお墨付きを貰い、浜乃家で居候兼用心棒として暮らしている。市井では結城長三郎と名乗り仕出しの弁当作りの手伝いや出前も率先して行うが、その出先で事件の関係者と関わりを持つこともある。
- おさよ：酒井和歌子（第30話まで）

吾兵衛の娘。長七郎を「長さん」と呼ぶ。長七郎にほのかな思いを寄せていたが第30話で長七郎の正体を知り、思いを振り切り渥美屋清吉と祝言を挙げて三河に旅立っていった。
- おみつ：丘みつ子（第31話以降）

藤沢宿で旅籠を経営する吾兵衛の妹における三姉妹の三女。おさよから手紙を貰い江戸へやって来た。男勝りの性格だが、根は優しく困っている人を見ると黙っていられない。弁当に入れる黄金色の玉子焼きが自慢の一品。第45話で長七郎の正体が明らかになり、浜乃屋の面々が接し方に戸惑う中「長七郎様だってね、ウチに居れば長さんなの。身分は関係ないのよ！」と変わらず接する事を皆に説いた。最終話で長七郎に自分が嫁入りしたら、花嫁姿を見てもらいたいから必ず帰って来てほしいと約束を交わす。
- 杉山仙十郎：岸部シロー

奉行所同心。関西弁が特徴。浜乃屋の常連でつけ払いと称して3、4人前の弁当をいつも平らげ、回りから呆れられている。長七郎を「長の字」と呼び、よく事件現場に現れる長七郎を下手人だと思いお縄にしようとすることも。本人が気付かないまま陰謀に巻き込まれたりしたが、最終話でようやく長七郎の正体を知る。
- 吾兵衛：高品格

日本橋の仕出し屋浜乃家の主人。頑固で融通の効かない性格だが情に厚い人物。初めは長七郎をどこかの旗本の次男坊か三男坊だと思っていたが、やがてその人柄に惚れ込み家族のように接している。第45話でその真の素性を知る。
- 伊助：三沢慎吾（第45話まで）

本名笹森伊助。幼い頃から長七郎に仕える家臣。第45話で相模屋甚右衛門に捕らえられたお紋を救出しようとするが短銃で撃たれ監禁され、秘かに伊豆守の命で潜入していた弥太郎によって浜乃屋に運ばれるも長七郎の名を呼びながら絶命した。
- 弥太郎：川崎公明（第45話以降）

本名武井弥太郎。伊豆守配下の密偵で､伊助亡き後同様に浜乃屋で働きながら情報収集等の任務を遂行する。殺陣の時は紫色の忍び装束に匕首で戦う。
- おなか：友架代子（第1話～第59話）

おさよの妹。第59話で大久保彦左衛門の紹介で本郷の武家屋敷へ奉公に行くことになり、浜乃家を去る。
- 留吉：木谷邦臣（浜乃屋の従業員）
- 茂三：川辺俊行（浜乃屋の従業員）
- おみね：丸平峯子（浜乃屋の従業員）
- お千代：村川美智代（浜乃屋の従業員）
- 春弥：津奈美里ん（松平伊豆守付きの小姓）

- 一心太助：大和田獏

大久保彦左衛門の一の子分を自称し、浜乃屋に出入りする魚屋。おさよと同様に長七郎を「長さん」と呼ぶ。よく長七郎と一緒に釣りに出かけ、その帰り道事件に遭遇する。第45話でその真の素性を知る。
- お京：鶴間エリ（第53話～第54話、第56話、第58話、第62話～第90話、第92話～第100話、第102話～第103話、第105話～第109話）

おみつと同じ藤沢宿の生まれでおみつと姉妹同様に育つ。継母と折り合いが悪く、ぐれ出し「弁天お京」を名乗り藤沢宿から姿を消す。第53話で恩人を殺され、事件に巻き込まれる最中おみつと再会する。事件解決後第54話から炭問屋の福田屋で働き、炭の配達で浜乃屋に毎日顔を出す。第109話で炭問屋奈良屋の二代目、信吉と恋に落ち祝言を上げ旅立つ。
- なつ：岡崎友紀（第1話～第37話、第41話～第59話）

伊豆守に仕える密偵。第59話で知り合った福山藩士小森新之助と事件を追ううちに惚れ合い、事件の終息後同藩の菊姫の口添えで腰元として福山藩へ旅立っていった。
- 信乃：森マリア（第60話以降）

なつの後任の密偵。悪人の屋敷に変装して潜入する時はコミカルな一面も見せる。殺陣の時は草色の忍び装束で小太刀と蹴りを主体とした体術で戦う。終盤は黒の忍び装束に変わる。
- 大久保彦左衛門：伴淳三郎（第1話、第4話、第12話、第21話、第27話、第30話）

武家社会の御意見番。長七郎が諸国漫遊の旅から江戸に戻って来た際、当初は長七郎が市井で暮らすことに反対していたが、のちに容認。長七郎の居候先として浜乃屋を紹介した。
- 松平伊豆守：丹波哲郎（特別出演）

長七郎の後見人的存在。江戸市中を騒がす事件について長七郎が相談に赴く事もあれば、伊豆守から相談を持ちかける事もある。伊豆守の屋敷では偶然その回の事件の黒幕と長七郎が顔合わせしたり、伊豆守が押収品の武器で長七郎を驚かすなどといったシーンが見られたりもする。

### ナレーター
- 横内正

ナレーターの横内は第110話にゲスト出演している。また、横内は『水戸黄門』（TBS）、『大江戸捜査網』（東京12チャンネル→テレビ東京）などでも里見と共演した。

## スタッフ
- 脚本：土橋成男、飛鳥ひろし、今村文人、櫻井康裕、迫間健、高木良子
- 監督：河野寿一、荒井岱志、松尾正武、井沢雅彦、松島稔、上杉尚祺、居川靖彦、黒田義之、大洲齊（大洲斉）、原田雄一、林伸憲
- 撮影：木村誠司、安達重穂、脇武夫、羽田辰治
- 照明：中山治雄、岡田耕二、佐々木政一、上田正行、三上隆一、前田満、花田勝磨、椹木儀一
- 美術：井川徳道、角井博、吉村晟、下石坂成典、塚本隆治
- 録音：矢部吉三、田中峯生、高井唯夫
- 編集：鳥居勉、川上忠、島村智之
- 整音：草川石文
- 記録：藤原凪子、田中美佐江、中野保子、野口多喜子、石田照、谷野和子、古坂豊子、中嶋俊江、梅津泰子、牛田二三子、満尾敦子、西野敏子、内藤幸子
- 助監督：西垣吉春、萩原将司、上杉尚祺、古市真也、久郷久雄、内沢豊、三村道治、太田雅章、福田光、曽根勇
- 舞踊振付：藤間紋藏（第57話、第58話）、坂東京三郎（第83話、第100話、第106話）
- 擬斗：土井淳之祐 、上野隆三
- 計測：津田宗之、佐賀彰、山口鉄雄、宮西慶二郎、水嶋淳一、山元豊、原田国一
- 装置：曽根美装、矢野昇二、矢野昇（曽根美装）
- 装飾：山中忠知、山本重治、清原和雄、石野隆一、小林伊之助、岩崎千寿、極並浩史、西村由起夫
- 衣裳：石倉元一
- 美粧：林三郎、井筒俊彦
- 結髪：福本るみ、妹尾茂子、西林トミ、丹羽峯子、大鳥千代子
- 和楽監修：中本敏生
- 演技事務：石川正男
- 制作担当：河野荘一、宮川俊夫、白浦久義、管田浩
- 特技：JAC
- 騎馬：岸本乘馬センター（第72話、第76話）
- 現像：東洋現像所
- 小道具：高津商会
- 協力：京都 大覚寺
- 音楽：菊池俊輔
- 制作協力：六本木オフィス（伊原詢太郎）
- プロデューサー：小澤英輔（テレビ朝日）、田村嘉（第1話～第27話、第29話）、斎藤侑（第1話～第35話）、上阪久和（第1話～第26話）、杉井進（第27話～第113話）、渡辺操（第27話～第68話）、伊駒伊織（第44話～第113話）（東映）
- 制作：テレビ朝日、東映

## 主題歌
- それは・愛（作詞：松本茂之 / 作曲・編曲：菊池俊輔 / 歌：里見浩太朗 / 発売：東芝EMI）

## 挿入曲
- みちのり（作詞：中山大三郎 / 作曲・編曲：菊池俊輔 / 歌：里見浩太朗 / 発売：東芝EMI）

第8話で使用された。

## 特徴
- 本作の主人公・松平長七郎は三代将軍家光の弟でありながら、謀反の疑いをかけられて切腹した駿河大納言忠長の遺児（忘れ形見）である。のちにその措置を恥じた家光から大名に取り立てようとの申し出を受けたが、長七郎は堅苦しい大名暮らしを返上、天下御免・生涯勝手の御墨付きを受けて放浪の旅に出た（イントロ）。自由な旅を終えて江戸に戻った長七郎は、大久保彦左衛門の世話により日本橋の炊き出し屋（仕出し屋のこと）・浜乃屋に結城長三郎と名を変えて移り住んだ（アウトロ）。と毎回オープニング・ナレーションで語られる。ロケは姫路城で実施した。
- 善人が悪人の手にかけられる寸前に、長七郎が駆けつけ、善人が命を落とさない話が多い。
- 悪人の住む屋敷へ乗り込み、BGMと共に「天、不正を為せばそれを絶つ。悪に上下の隔てはない。天下ご免！松平長七郎！」[注釈 1]と言いながら乗り込む。悪の親玉が「何者じゃ！ここを何処と心得る！」と叫ぶ。すると配下の侍が「殿（御前）、あやつが我々の周りを嗅ぎ回っていた浪人者」もしくは「あの者が浜乃屋の用心棒」と進言する。親玉（黒幕）が「おのれ〜浪人者風情が長七郎様の名を騙りおって、痴れ者めが！」と見下した態度をとる。そこで長七郎は「黙れ○○（親玉の名前〈役名〉）、控えよ！」と着ていた羽織を脱ぎ捨て身分を明かし、黒幕の罪状を述べて切腹を迫る。すると黒幕は「ええいこ奴は長七郎君の名を騙る偽者（もしくは痴れ者、狼藉者）じゃ、出合え！出合え！」などと開き直り配下の侍達を多数呼び出し長七郎を亡き者にしようと取り囲む。そこで長七郎は最初に斬りかかる配下の腕をひしぎ、「やむを得ん！生涯勝手（天下御免の時も）の長七郎、天に代わって貴様達を斬る！」の台詞を合図に殺陣が始まる。殺陣が終わると両方の刀の血曇を振り払い、回れ左から正面へ旋回しながら納刀する。正面に向き直る時と納刀のタイミングがほぼ同時である点が長七郎江戸日記と異なる（長七郎江戸日記では、刀の刃先を鯉口に少し納めてから回転し、回れ左から正面へ旋回し、正面を向いてから納刀する、という点で異なる）。
- 第1話の悪人屋敷での口上は、「天、不正を為せば天を斬る。領主、暴虐を極むればそれを斬り、守銭奴、民を苦しめればこれを断つ。天下ご免！松平長七郎！」とある。他、第四話も同様。
- 第2話の口上は、「天、不正を為せば天を斬る。領主、暴虐を極むればそれを斬り、守銭奴、民を苦しめればこれを断つ。悪に上下の隔てはない。天下ご免！松平長七郎！」と変わる。
- 第5話では、ラス立ち前の登場のテーマ音楽を自己の草笛で演奏する、という形式で悪人たちの前に現れる。
- 第6話では、上記のような口上はなく、「天下御免！松平長七郎！」と名乗るだけで殺陣に突入する。
- 登場時、葵の紋服は浜乃家の羽織（祭りの法被や虚無僧等の場合もある）で必ず隠しているのは、重要なポイント。羽織を脱ぎ捨て葵の御紋がBGMと共にアップになると悪人たちはひれ伏す。
- 最初から二刀流で戦う江戸日記とはほぼ異なり、初めは太刀で戦い、短筒で狙われた場合は脇差を投げたり、背後から襲われれば脇差を背中越しに、逆手で突いてから脇差を引き抜き二刀流に切り替わる。あるいは相手へ大刀を突き刺しそこから脇差で相手を払いながら突き刺した太刀を引き抜き、そこから二刀流での殺陣を見せる（シチュエーションで毎回変わる）。
- 密偵達も締めの殺陣に加わる所など、話の構成は同局で放送されている『暴れん坊将軍』と似ており、音楽も同じ菊池俊輔が担当。
- 岸部シローは杉良太郎版『遠山の金さん』でも、同じ南町奉行所同心役で出演していた（丸眼鏡をかけている点も同じ）。
- 長七郎が成敗した大名や旗本は松平伊豆守の配慮により病死ということで処理された旨がナレーションで語られる。
- 最終話で尾張大納言より再び、上方の状況視察の為諸国漫遊の旅に出て欲しいと頼まれ江戸を去る。
- 髷 - オープニングでは正式な武士の髷だったが、劇中では総髪になっている。
- ほぼ毎回、ラストの立ち回り殺陣では里見が約十数秒から約1分前後のワンカットの二刀流を演じている。このワンカット殺陣は『江戸日記』でも見受けられる。

## 放映リスト
| 話数 | サブタイトル                       | 放送日     | 脚本              | 監督     | ゲスト出演者 |
| ---- | ---------------------------------- | ---------- | ----------------- | -------- | --- |
| 1    | 日本晴れ大江戸囃子                 | 1979/10/25 | 土橋成男          | 河野寿一 | 沙織：結城しのぶ 加賀屋市兵衛：田中明夫 阿部備中守：加藤和夫 笹木源八郎：青木義朗 小松帯刀：大木晤郎 芳賀：波多野博 吉岡：平沢彰 青山辰之進：中野誠也 |
| 2    | 誘拐!おさよ危機一髪                | 1979/11/1  | 土橋成男          | 河野寿一 | 綾乃：鮎川いづみ 堀田将監：北原義郎 大和屋藤蔵：高城淳一 吉岡兵馬：原田清人 石田頼母：西山辰夫 神山玄蕃：木村元 尾形玄庵：北見唯一 神山の配下：宮城幸生 星野美恵子 富永佳代子 永井伊賀守：亀石征一郎 |
| 3    | 激突!燃えろ江戸っ子                | 1979/11/8  | 飛鳥ひろし        | 荒井岱志 | お千代：木村理恵、清次：佐々木剛、近江屋勘兵衛：神田隆、剣持主馬：外山高士、源蔵：高桐真、真砂屋久左衛門：冨田浩太郎、五代：五味龍太郎、捨松：田原千之右、権三：国一太郎、新兵衛：山村弘三 |
| 4    | 変身!炎の京人形                    | 1979/11/15 | 今村文人          | 河野寿一 | 室伏陣左衛門：戸浦六宏、お静：光丘真理、伊丹屋清兵衛：内田稔、黒坂刑部：山岡徹也、鈴木：岩田直二、中村：浜伸二、出水憲司、日高久、山下十兵衛：内藤武敏 |
| 5    | 情け!高麗人参                      | 1979/11/22 | 今村文人          | 荒井岱志 | おきぬ：栗田ひろみ、竹内弥之助：左右田一平、宝珠堂六右衛門：織本順吉、神尾重秀：玉川伊佐男、井筒惣右衛門：剣持伴紀、おちよ：蝦名由紀子、久六：笹吾朗、門弟：泉祐介、侍：石倉英彦、峰蘭太郎、おたね：林順子 |
| 6    | 天晴れ!へぼ同心初手柄              | 1979/11/29 | 飛鳥ひろし        | 松尾正武 | 山田陽介：深江章喜、山田一平：春田和秀、宇田道之助：小笠原弘、二美：茂木由美子、山田三之助：大小原繁、四津：田中加奈子、北村：唐沢民賢、閻魔の仁兵衛：秋山勝俊、山田五郎：坂上昌市、山田六助：角井浄、森岡：有川正治、八蔵：勝野賢三、権次：内藤康夫、お梅：吉田純子、奥住玄蕃：安部徹 |
| 7    | あきない札を喰った奴               | 1979/12/6  | 今村文人          | 河野寿一 | おぬい：服部妙子、喜之助：長谷川明男、庄兵衛：早川保、宍戸右近太夫：山本清、間瀬兵庫助：田口計、正太：大場利明、弥左衛門：柳川清、おつる：田中綾、医者：阿木五郎、おたき：武田てい子、おせん：三浦徳子、同心：福本清三、農民：石沢健 |
| 8    | 無情!江戸に散る花                  | 1979/12/13 | 土橋成男          | 松尾正武 | おしの：中島ゆたか、松岡進之丞：鹿内孝、肥前屋孫兵衛：城所英夫、佐竹主水正：今井健二、源太：内田勝正、清次：千代田進一、田沢：滝譲二 |
| 9    | 雪どけを待つ女                     | 1979/12/20 | 土橋成男          | 河野寿一 | 志津：早乙女愛、武藤清十郎：柴田侊彦、馬場甚十郎：塚本信夫、村山源太夫：高野真二、甚兵衛：森源太郎、武内：高木吉治、半沢：西山清孝 |
| 10   | 浮かれて泣いた大漁節               | 1980/1/10  | 今村文人          | 井沢雅彦 | おたみ：あき竹城、小松屋軍太夫：池信一、榊原安房守：田中浩、黒井源左衛門：中田博久、仲買人：松田明、武士：山田良樹、峰蘭太郎、御家人：藤沢徹夫、内藤隼人正：島田順司、於美代：北川恵 |
| 11   | 泣き笑いにせ者人生                 | 1980/1/17  | 土橋成男          | 河野寿一 | 柴田弥五郎：長門勇、八重：大森不二香、おくみ：浅利香津代、善助：永井柳太郎、大野豊後守：永野達雄、金兵衛：石浜祐次郎、岸井：波多野博、神崎：笹木俊志、摂津屋重兵衛：菅貫太郎 |
| 12   | 起て!魚河岸の暴れん坊              | 1980/1/24  | 土橋成男          | 井沢雅彦 | 政吉：高橋元太郎、おきみ：久保にしき、森九右衛門：村田正雄、笹島権太夫：近藤宏、遠州屋五郎蔵：谷口完、沢村重四郎：岩尾正隆、山岡玄蕃：五十嵐義弘、伝蔵：司裕介 |
| 13   | 吾兵衛が惚れた!                    | 1980/1/31  | 今村文人          | 河野寿一 | おけい：宮園純子、作左衛門：葉山良二、丸菱屋藤十郎：稲葉義男、長谷川主水正：穂高稔、伊勢屋：西山辰夫、鮫造：玉生司朗、牢名主：小田部通麿、町医者：重久剛一、手下：福本清三、浪人：国一太郎、西田良、船大工：大月正太郎、仙吉：細川純一、岡っ引き：江原政一、おはる：久野麻希 |
| 14   | 殴り込み! 鉄火娘                   | 1980/2/7   | 今村文人          | 井沢雅彦 | おあき：甲にしき、倉橋采女正：遠藤征慈、大国屋権太夫：須藤健、亀助：岡部正純、役人：出水憲司、豊島屋清兵衛：新井和夫、人足：蓑和田良太、宮崎博、子分：土橋勇、医者：疋田泰盛、栄吉：森次晃嗣 |
| 15   | 酔いどれ女の子守唄                 | 1980/2/14  | 櫻井康裕          | 河野寿一 | おりん：町田祥子、轟軍太夫：外山高士、清太郎：大場利明、武州屋：和崎俊哉、山城屋：溝田繁、才造：浜田雄史、麻次：下元年世、浪人：藤沢徹夫、女中：前川恵美子、手代：東父岡勇二、惣助：小栗一也 |
| 16   | 風が運んだお姫さま                 | 1980/2/21  | 土橋成男          | 井沢雅彦 | 琴姫：吉沢京子、奥村大膳：久富惟晴、木曽屋儀右衛門：幸田宗丸、牧本伊織：中村錦司、塚原孫兵衛：北原将光、岡本：有川正治、中沢：高並功、お登喜の方：小野朝美、照姫：村上留美、仙次：志茂山高也、甚右衛門：宮城幸生、吉川辰之助：真夏竜 |
| 17   | かあちゃんに逢いたい!              | 1980/2/28  | 土橋成男          | 河野寿一 | お里：亀井光代、大木弾正：川合伸旺、備前屋九兵衛：須賀不二男、お妙：高田瞳、米吉：中野健、伝吉：田中弘史、磯屋善助：野崎善彦、佐吉：寺下貞信、谷村右京：根上淳 |
| 18   | 大江戸一の与太役人                 | 1980/3/6   | 今村文人          | 松島稔   | 糸魚川豆蔵：左とん平、一色修理大夫：草薙幸二郎、室戸又三郎：北村英三、越中屋伝右衛門：武藤英司、おしま：清水めぐみ、伊勢屋：西山辰夫、糸井川藤吉：武内文平 |
| 19   | 唄を忘れた箱入娘                   | 1980/3/13  | 土橋成男          | 河野寿一 | おすみ：岡田奈々、新助：石田信之、平戸屋源兵衛：山岡徹也、河内屋幸兵衛：中村錦司、甚左衛門：北村光生、政吉：笹吾郎、玄庵：有島淳平、おふじ：星野美恵子、尾形内膳正：川辺久造 |
| 20   | 恋も蕾の仇討ち                     | 1980/3/20  | 土橋成男          | 松島稔   | 駒太夫：夏樹陽子、荒井将監：勝部演之、観音の藤兵衛：金井大、菊丸：雪代敬子、三隅源蔵：黒部進、権八：大東梁佶、お春：山口朱美、お染：西田治子、老爺：藤川弘、紋太：折尾哲郎 |
| 21   | 初売り! 命を的のかわら版           | 1980/3/27  | 今村文人          | 河野寿一 | 植木半左衛門：犬塚弘、島屋照代：三好美智子、植木小太郎：田中和洋、大西屋金造：福山象三、旦那：表淳夫、本屋亭主：松田明、黒江平八郎：五十嵐義弘、番頭：宮城幸生、浪人：福本清三、同心：笹木俊志、中井主水正：船戸順 |
| 22   | 錆びた十手が輝いた!                | 1980/4/3   | 迫間健            | 松尾正武 | 轟一八：工藤堅太郎、亘理甲斐：睦五郎、近藤外記：田口計、三島屋宗兵衛：汐路章、大賀陣内：岩尾正隆、幸庵：山口幸生、立花修理亮：唐沢民賢、道玄：日高久、香代：司みのり、般若の角造：秋山勝俊 |
| 23   | 花ひらく五重の塔                   | 1980/4/10  | 土橋成男          | 上杉尚祺 | おせい：沢田雅美、良助：石山律雄、源蔵：長谷川弘、たぬき屋主人：小田部通麿、松助：山本一郎、重兵衛：寺下貞信、辰吉：吉宮慎一、捨吉：小峰隆司、由松：宮崎博、たぬき屋客：蓑和田良太、江原政一、内藤康夫、東孝、藤山良、吉岡多門：戸浦六宏 |
| 24   | 酒がかたきの極楽とんぼ             | 1980/4/17  | 櫻井康裕          | 松島稔   | 平吉：坂上二郎、磐城屋清兵衛：神田隆、間柴左門：北原義郎、新三：有光豊、むささびの常：重久剛一、加納：白川浩二郎、手代：矢部義章、浪人：藤沢徹夫、おとし：三浦リカ |
| 25   | 春を呼ぶ鉄火飛脚                   | 1980/4/24  | 今村文人          | 松島稔   | おふじ：八代亜紀、浦辺頼母：中山昭二、吉兵衛：依田英助、大黒屋徳兵衛：永野辰弥、山本：出水憲司、小野寺隼人：溝田繁、庄吉：藤巻潤 |
| 26   | くらやみ河岸に鶴が舞う!            | 1980/5/1   | 飛鳥ひろし        | 松尾正武 | 森蔭大介：荒木しげる、溝口主膳正：江見俊太郎、竜次：五味龍太郎、遠州屋松蔵：大木正司、寅吉：有川正治、源田：滝譲二、丑松：石倉英彦、作造：広瀬義宣、お米：藤山喜子、仙太：霞健二、お竹：矢野もとこ、お松：春藤真澄、人足：内藤康夫、曲龍伍、少年時代の大介：竹内隆治、少女時代のなつ：小湊都起子 |
| 27   | 骨までしゃぶったお殿様             | 1980/5/8   | 今村文人          | 河野寿一 | 泉沢忠政：大和田獏(二役)、浦乃：岩崎加根子、京極伊勢守：森幹太、高木八右衛門：村田正雄、赤沼兵庫：：中田博久、雪姫：田中綾、腰元：星野美恵子、西田治子、門番：有島淳平、森源太郎 |
| 28   | おとこの誠に目を覚ませ!            | 1980/5/15  | 櫻井康裕          | 松島稔   | 綾姫：佳那晃子、勘八：下塚誠、梶田：成瀬正、細川：大木晤郎、岡江軍之進：丘路千、船頭：宮城幸生、篠塚帯刀：内田稔、天野甚三郎：小林昭二 |
| 29   | 紫頭巾の女                         | 1980/5/22  | 土橋成男          | 河野寿一 | お絹：ジャネット八田、佐平：亀石征一郎、青山民部：北九州男、大和屋徳兵衛：柳川清、金次：宮川珠季、おまさ：美松艶子、女中：富永佳代子、佐野屋八右衛門：遠藤太津朗 |
| 30   | なみだが笑った嫁御寮               | 1980/5/29  | 土橋成男          | 松島稔   | 渥美屋清吉：森次晃嗣、遠州屋市兵衛：谷口完、戸田忠能：堀内一市、菊屋伊兵衛：疋田泰盛、玄庵：島田秀雄、橋本左内：南道郎、藤山丹後守：深江章喜 |
| 31   | 黄金（こがね）の肌のたまご焼       | 1980/6/5   | 今村文人          | 上杉尚祺 | おけい：仁和令子、土屋大炊頭：井上昭文、片桐：剣持伴紀、中島：千葉敏郎、仁右衛門：中村錦司、家臣：波多野博、家臣：矢部義章、玉子売り：千代田進一、弥平：遠山金次郎、大工：大城泰 |
| 32   | やさぐれ鴉が虹を見た!              | 1980/6/12  | 櫻井康裕          | 居川靖彦 | 伸助：志垣太郎、宗近絞十郎：宮口二郎、和泉屋：高桐真、久坂四郎兵衛：小笠原弘、若狭屋：西山嘉孝、主人：国一太郎、浪人：白川浩二郎、為次：鳥巣哲生、勘蔵：藤山良、子供：山田敏久、辻村重樹 |
| 33   | 恋三味線に罠を張れ!                | 1980/6/19  | 土橋成男          | 荒井岱志 | お美代：佐野アツ子、根岸数馬：田口計、加賀屋重蔵：山岡徹也、馬場丹後守：田島義文、青柳弥四郎：岩尾正隆、佐吉：北野清治、堀部：細川純一、桑原：平河正雄、伸介：志茂山高也、門番：椿竜二、おくめ：和歌林三津江 |
| 34   | 巾着切りと玉の輿                   | 1980/6/26  | 土橋成男          | 居川靖彦 | 半次：槇健吾、おゆき：村瀬智子、杉本兵太夫：伊達三郎、鉄造：吉田豊明、山城屋安五郎：牧冬吉、柳田：福本清三、新八：笹木俊志、備前屋吉右衛門：村居京之輔、千吉：徳満信央、少女時代のおゆき：北村しょうこ、少年時代の半次：竹内隆治 |
| 35   | おかめが達磨に貰い泣き             | 1980/7/3   | 今村文人          | 荒井岱志 | 岡本政之助：吉田次昭、箱崎清四郎：西田健、おとき：茅島成美、井筒将監：川辺久造、おはる：原あけみ、岡本重右衛門：北原将光、木村：唐沢民賢、白川屋源蔵：武周暢、今井：高並功、家老：永田光男、杉田屋弥左衛門：中村錦司、千枝：藤山喜子、大工：宮崎博、武士：司裕介、西山清孝、ぽてふり：江原政一、人足：吉田信夫、手代：高谷舜二、行商人：内藤康夫                                                         |
| 36   | 肝っ玉かみなり娘                   | 1980/7/10  | 土橋成男          | 黒田義之 | 嵐新三郎：西沢利明、お柳：風美圭、沢村公二郎：石田信之、山城屋彦兵衛：永野辰弥、重兵衛：山村弘三、西尾摂津守：入江慎也、浦川：小柳圭子、音羽：武田てい子、三浦志摩守：溝田繁、お玉の方：山口朱美、根本弥四郎：丘路千、おたか：榊原久美子、女房：美松艶子、堀川：宮城幸生、吉本：森源太郎 |
| 37   | 真珠の涙に燃えた剣                 | 1980/7/17  | 今村文人          | 黒田義之 | おあき：相原友子、南海屋平左衛門(海坊主の弥八)：山本昌平、牛造：守屋俊志、助右衛門：岩田直二、権藤：有川正治、南海屋手代：重久剛一、小峰隆司、三太：瀬賀敏之、お千代：山田美絵、茶屋の婆さん：新海なつ、人足頭：遠山金次郎、人足：藤長照夫、田丸内蔵介：今井健二 |
| 38   | 命を担保（カタ）のバカ踊り         | 1980/7/24  | 櫻井康裕          | 松島稔   | おりん：根岸季衣、浅吉：小野川公三郎、陣場孫兵衛：近藤宏、卯之吉：江幡高志、辰濃源四郎：中村孝雄、伊三次：浜伸二、荒くれ：平沢彰、蓑和田良太、西海屋清蔵：鈴木康弘、おたか：鮎川十糸子 |
| 39   | 母恋い夢枕                         | 1980/7/31  | 土橋成男          | 松島稔   | おさと：中村玉緒、飯田屋庄蔵：葉山良二、望月右京亮：国一太郎、月岡庄十郎：原口剛、鶴松(鳥居鶴松)：谷村隆之、平間：滝譲二、栗原：宮川珠季、おはる：三浦徳子、相沢伊織：山口幸生、おちか：前川恵美子、おもん：星野美恵子 |
| 40   | 情けで築いた江戸堤                 | 1980/8/7   | 今村文人          | 大洲斉   | お勝：丘さとみ、松吉：村嶋修、おちず：千野弘美、稲葉大和守：高城淳一、大木屋：森幹太、梶川又十郎：川浪公次郎、戸田：出水憲司、定：大木晤郎、秀：藤沢徹夫、新井：石倉英彦、梅造：福本清三、伊奈備前守：水島道太郎 |
| 41   | 紅い幽霊屋敷                       | 1980/8/14  | 今村文人          | 居川靖彦 | おふみ：佐藤万理、谷村：剣持伴紀、佐野玄蕃頭：北原義郎、最上屋四郎兵衛：守田比呂也、おかよ：和智雪恵、新吉：鈴木義弘、熊谷：五十嵐義弘、山形屋清兵衛：石浜祐次郎、おとく：小林泉、地回り：笹吾朗、池田謙治、女中：桂登志子 |
| 42   | 暗殺!死を賭けた友情                | 1980/8/28  | 土橋成男          | 大洲斉   | 長尾多聞：大木実、八重：吉本真由美、梅沢主水：高野真二、板倉備後守：五味龍太郎、日野屋庄兵衛：小田部通麿、田代：玉生司朗、藤井：田中弘史、平松：白川浩二郎、井本：阿波地大輔、房吉:大月正太郎、少女時代の八重：上田真理 |
| 43   | 死に損ないの夢に咲け!              | 1980/9/11  | 櫻井康裕          | 居川靖彦 | お久：鶴間エリ、唐崎：原田清人、五郎蔵：大木正司、千石屋：長谷川弘、やくざ：小峰隆司、卯之吉：水上保広、やくざ：笹木俊志、丁字屋の娘：徳永真由美、医者：有島淳平、お久の父：大城泰、武士：白井滋郎、江原政一、小僧：新藤盛裕、女中：美松艶子、女客：富永佳代子、狛江新之丞：石濱朗 |
| 44   | 恋も一途の仇討奉公                 | 1980/9/18  | 飛鳥ひろし        | 上杉尚祺 | 又平：森川正太、石見屋作兵衛：金井大、おさん：岐邑美沙子、望月右京亮：勝部演之、佐々山大膳：佐藤京一、信濃屋新兵衛：千葉保、お艶：小笠原町子、三好金右衛門：乃木年雄、甲州屋：和田昌也、衣廻り：遠山金次郎、夜鷹：稲垣陽子、長屋のおかみ：春藤真澄、三好金吾：三上真一郎 |
| 45   | 誰がための花かんざし               | 1980/9/25  | 土橋成男          | 松尾正武 | お咲/お紋(二役)：野川由美子、稲葉対馬守：横森久、相模屋甚右衛門：加賀邦男、武井弥太郎：川崎公明、松島：松村康世、由造：きくち英一、倉持：波多野博、河波兵庫：野上哲也、亥之吉：勝野賢三、夘助：藤山良、為吉：内藤康夫、使いの男：東孝、松吉：亀石征一郎 |
| 46   | 情けが仇の父娘草                   | 1980/10/9  | 櫻井康裕          | 居川靖彦 | 伊造：藤巻潤、お梅：佐久間真由美、浅見甚太夫：菅貫太郎、佐助：穂高稔、関根：中田博久、桝屋：弘松三郎、保坂：高並功、津村：壬生新太郎、若旦那：峰蘭太郎、少女時代のお梅：伊藤純子、佐助の妻：星野美恵子 |
| 47   | 金襴緞子の影で泣け!                | 1980/10/16 | 今村文人          | 松尾正武 | 源六：遠藤太津朗、おくみ：山本ゆか里、三村主水：宮口二郎、三島屋万造：城所英夫、伊豆屋吉兵衛：原聖四郎、西岡：北九州男、市之助：岡本隆成、梅太郎：小船秋夫、若者：藤長照夫、武士：泉好太郎、宮崎博、女中：矢野もとこ、子供：竹本英生、栗田作左衛門：睦五郎 |
| 48   | 命みじかく三十両                   | 1980/10/23 | 土橋成男          | 居川靖彦 | おせつ：日向明子、高木主水：小林昭二、勘五郎：石橋雅史、根吉：堀田真三、伊勢屋治兵衛：山村弘三、佐伯正順：柳川清、大和屋新右衛門：中村錦司、吉江洪庵：疋田泰盛、丑松：西山清孝、瓦版売り：大矢敬典、奥江飛騨守：安部徹 |
| 49   | 仇討ち・木曽節しぐれ茶屋           | 1980/10/30 | 今村文人          | 荒井岱志 | おさき：三沢あけみ、藤兵衛：小栗一也、津川左馬之助：外山高士、武蔵屋庄兵衛：天草四郎、松吉：黒部進、やくざ：白井滋郎、ごろつき：福本清三、隣の男：島田秀雄、筏流し：滝山英吾、医者：宮城幸生、三次：長谷川明男 |
| 50   | 殉死!悲しき武士道                  | 1980/11/6  | 今村文人          | 上杉尚祺 | 村田精四郎：中野誠也、くめ：三浦リカ、妻木栄之進：谷岡弘規、浅野武右衛門：川合伸旺、長寿堂金造：田島義文、梅崎：綾川香、泉田頼母：永野辰弥、配下：宮川珠季、藤沢徹夫、小坂和之、梶原高時：入江則雅、仲居：中塚和代、若侍：矢部義章、司裕介、門番：大城泰、呉服屋手代：森源太郎 |
| 51   | 影が狙った振り袖剣法               | 1980/11/20 | 土橋成男          | 荒井岱志 | 小枝：中島ゆたか、治六：吉幾三、青山伊織：本郷直樹、陸奥屋五郎蔵：名和宏、安藤将監：江並隆、浦川：有川正治、田原伝四郎：平沢彰、与平：国一太郎、寅吉：黒田努、江尻：池田謙治、牧村：小峰隆司、紅屋の女中：富永佳代子 |
| 52   | 一揆!太助がさらわれた!?            | 1980/11/27 | 土橋成男          | 大洲斉   | お袖：栗田ひろみ、新次：大場順、島田左京：近藤宏、上総屋仁兵衛：山本清、岡部小弥太：原口剛、佐吉：山田昌人、吉五郎：藤沢薫、およし：中真千子、おりく：武田てい子、道庵：日高久、彦造：滝譲二、治六：畑中伶一、清太：東父岡勇二、徳兵衛：有島淳平 |
| 53   | かりそめの花嫁衣裳                 | 1980/12/4  | 櫻井康裕          | 上杉尚祺 | お京：鶴間エリ、お冬：服部まこ、能見半兵衛：須賀不二男、安宅屋惣右衛門：福山象三、喜兵衛：相馬剛三、お久：松香ふたみ、平田：下元年世、やくざ者：山本一郎、加賀藩御用達：国田栄弥、番頭：重久剛一、大家：蓑和田良太、小女：矢野もとこ |
| 54   | おとこの真実の風車                 | 1980/12/11 | 櫻井康裕 高木良子 | 大洲斉   | 榊市之進：西田健、妙：沢井桃子、望月忠政：小沢象、沖原：成瀬正、堀江儀兵衛：岩田直二、嘉平次：広瀬義宣、大店の主人：鈴木康弘、惣市：山田克二、小女：古川京子、庄兵衛：福田豊土 |
| 55   | 江戸一番!土くれ剣法                | 1980/12/18 | 今村文人          | 原田雄一 | 長吉(鬼坂伴右衛門)：橋本功、おてる：早瀬久美、伊藤孫兵衛：島田順司、室田治部太夫：田口計、常陸屋六右衛門：南道郎、黒沼：石山雄大、およう：桜井浩子、赤江：五十嵐義弘、大吉：時任やまと、浪人：大木晤郎、伊勢屋：笹吾朗、お糸：北島洋子、与力：高並功、通行人：和田昌也、漁師：高谷舜二、役人：池田謙治、若者：江原政一、小船秋夫、宍戸藩士：小松健悦、踊り子：藤間勘駒次、花柳陽要、的野三栄子、原田二美 |
| 56   | ちゃんが覗いた火焰地獄             | 1980/12/25 | 櫻井康裕          | 上杉尚祺 | 与吉：高橋元太郎、秋葉紋太夫：北原義郎、高井圭四郎：木村元、太郎吉：大場利明、藤八：里木佐甫良、時造：市村昌治、才次：荻原賢三、大垣：白井滋郎、母親：星野美恵子、長屋の男：森源太郎、宮崎博、長屋の女：宮永佳代子 |
| 57   | 米なき里の豊年踊り                 | 1981/1/8   | 今村文人          | 上杉尚祺 | お秋：吉沢京子、清右衛門：佐々木剛、お春：松村和美、小松蕃山：江見俊太郎、三州屋磯八：高木二朗、半次：古代一平、戸田：灰地順、羽村：杉江廣太郎、内藤信照：水上保広、江戸家老：西山辰夫、藩士：藤沢徹夫、又七：志茂山高也、やくざ：藤山良、大滝村の娘：花柳陽要、安田由紀、的野三栄子、矢野もとこ、原田二美、前川恵美子                                                                                   |
| 58   | 晴れ舞台 姉弟しぐれ                | 1981/1/15  | 土橋成男          | 原田雄一 | 若井綾之助：三浦布美子、本間佐渡守：幸田宗丸、政吉：高峰圭二、仁吉：井上博一、甚太：稲吉靖司、梶川：丘路千、半次：原一平、お福：安藤かおり、お菊：幸村有美、善助：泉好太郎、女中：桂登志子、為吉：東孝、西海屋四郎兵衛：井上昭文 |
| 59   | 明日に旅立つ娘たち                 | 1981/1/22  | 土橋成男          | 松尾正武 | 小森進之助：森田健作(特別出演)、菊姫：山本みどり、増山帯刀：横森久、瀬戸屋治平：長谷川弘、岡部：出水憲司、望月：秋山勝俊、備前屋徳右衛門：中村錦司、町人：宮城幸生、内藤康夫、泉好太郎、町人の女：稲垣陽子、長屋の女房：春藤真澄、女中：高田優子 |
| 60   | 紅蓮の海に故郷（くに）を見た!      | 1981/2/5   | 土橋成男          | 居川靖彦 | 佐吉：星正人、おその：秋谷陽子、戸田伊予守：久富惟晴、佐渡屋五郎兵衛：山岡徹也、軍太：市川好朗、叶屋辰造：加賀邦男、勝五郎：稲川善一、弥兵衛：国一太郎、源次：笹木俊志、仙八：細川純一、男：大城泰、山田良樹 |
| 61   | 恋女房江戸っ子花火                 | 1981/2/12  | 土橋成男          | 松尾正武 | おくみ：高田美和、脇坂豊後守：内田勝正、浅田：山本昌平、大和屋惣兵衛：早川研吉、源太：大竹修造、利兵衛：河合絃司、大町：滝譲二、沢村：小峰隆司、清吉：鈴木ヒロミツ |
| 62   | 紅花・たそがれ親不孝               | 1981/2/19  | 櫻井康裕          | 居川靖彦 | 相州屋：大木実、音吉：佐藤仁哉、高野：吉田豊明、原島：滝川潤、お絹：有吉真知子、新三：坂口徹郎、芳松：三木健作、手代：矢部義章、佐藤：白川浩二郎、中間：藤沢徹夫、壬生新太郎、渡り中間：大矢敬典、下働きの男：妹尾和夫、添田隼人：御木本伸介 |
| 63   | 無法の熊は笑って散った!            | 1981/2/26  | 土橋成男          | 上杉尚祺 | 熊吉：龍虎、おゆき：久保にしき、黒川：石橋雅史、近江屋藤兵衛：高野真二、加賀屋徳蔵：永野辰弥、おとら：津島道子、寅松：伝法三千雄、亥之助：真田実、伝次：安井孝、店の者：藤本伸仁、室田長門守：菅貫太郎 |
| 64   | 春雪八丁ぼり情話                   | 1981/3/5   | 今村文人          | 荒井岱志 | 竹中武左衛門：水島道太郎、竹中数馬：島英津夫、松江：若柳禄寿、鬼の政五郎：川辺久造、おもん：藤江リカ、田所左京亮：江並隆、牛松：阿波地大輔、卯之助：佐藤晟也、村田半兵衛：山村弘三、職人風の男：四方公、六造：高並功、子分：峰蘭太郎、崎津均、おけい：淡城みゆき、役人：森源太郎、町人：宮城幸生、風車売り：大矢敬典、湯女：桂登志子、西田治子、袖森政子、婆さん：大江光                                 |
| 65   | 鬼っ子江戸を走る!                  | 1981/3/12  | 土橋成男          | 林伸憲   | おきみ：岐邑美沙子、内藤豊後守：名和宏、山城屋治兵衛：神田隆、銀次：中田博久、儀右衛門：岩城力也、おまつ：志乃原良子、茂吉：有島淳平、弥平：織本順吉 |
| 66   | 乾杯!げんこつ医者                  | 1981/3/19  | 今村文人          | 上杉尚祺 | 大堀玄沢：大山勝巳、お雪：竹井みどり、お静：原良子、九鬼坂荘左衛門：岩尾正隆、東海屋六右衛門：谷口完、亀造：大前均、用心棒：石倉英彦、小坂和之、小谷浩三、水夫：蓑和田良太、江原政一、お糸：大崎紀子、遊女：笹本かつみ、江本紀代美、遣り手婆：和歌林三津江、職人：椿竜二、浪人：池田謙治、福本清三、家臣：大月正太郎、手代：高谷舜二                                                                     |
| 67   | 春雷!真っ赤な伏魔殿                | 1981/3/26  | 櫻井康裕          | 林伸憲   | 久三：織田あきら、おもよ：大竹知美、藤岡：西尾美栄子、鳴海屋：森幹太、神部平蔵：田中浩、お琴：広京子、源次：有川正治、番頭：和田昌也、梶野：宮川珠季、母親：藤山喜子、大奥女中：浜上知子、屋台の親爺：島田秀雄 |
| 68   | 返上!偽りの上意討ち                | 1981/4/16  | 櫻井康裕          | 荒井岱志 | 池永新之丞：大出俊、たま：賀田裕子、青柳忠兵衛：：須賀不二男、大垣：：唐沢民賢、古田：山田良樹、安宅屋：鈴木康弘、藩士：波多野博、大木晤郎、徳造：有光豊、惣兵衛：疋田泰盛、百姓：畑中伶一、子供：辻村重樹、春木兵馬：和田浩治 |
| 69   | 二人ぼっちの江戸の青春（はる）     | 1981/4/23  | 土橋成男          | 上杉尚祺 | おゆみ：小林幸子、板倉内膳正：勝部演之、辰吉：北条清嗣、信濃屋次郎左衛門：溝田繁、横山源三郎：五味龍太郎、儀十：芦田鉄雄、半次：きくち英一、仙八：細川純一、佐平：入江慎也、備前屋与兵衛：遠山金次郎、回想のおゆみ：八木倫子、回想の辰吉：細井伸悟 |
| 70   | 笛に情けの花が散る                 | 1981/4/30  | 土橋成男          | 大洲斉   | おりん：江波杏子、新吉：北村総一朗、彦松：木内聡、能登屋九兵衛：伊達三郎、鉄造：大沢萬之价、田沢：笹木俊志、玄庵：森源太郎、女中：久野陽子、柴田甲斐守：深江章喜 |
| 71   | 天狗が泣いた武士の道               | 1981/5/7   | 今村文人          | 上杉尚祺 | 野中半左衛門：犬塚弘、七重：小林かおり、於律：谷口香、戸沢信茂：永井秀和、白尾良道斉：北九州男、近江屋嘉兵衛：西山辰夫、六右衛門：藤沢薫、万造：広瀬義宣、荒木：峰蘭太郎、若侍：白井滋郎、近習：矢部義章、お梅：中塚和代 |
| 72   | 父二人 江戸のつむじ風              | 1981/5/14  | 今村文人          | 上杉尚祺 | 捨松：樋浦勉、平吉：有川博、おまき：池田幸路、魚住刑部：睦五郎、天城屋宗次郎：福山象三、おれん：桜井浩子、おかよ：中野美幸、伊吉：森章二、沼田：丘路千、役人：西山清孝、漁師：東孝 |
| 73   | 母の祈りの祭り太鼓                 | 1981/5/21  | 櫻井康裕          | 大洲斉   | お幾：木村弓美、大野木時政：曽根晴美、伊東祐慶：細川俊夫、但馬屋：高城淳一、久兵衛：相馬剛三、松吉：吉田俊博、卯之吉：宮城健太狼、高坂：下元年世、江森：藤沢徹夫、女中：星野美恵子、越前屋：島田秀雄、子供：久米学、中浜健太郎 |
| 74   | ばってん!母恋い活人拳              | 1981/5/28  | 櫻井康裕 高木良子 | 居川靖彦 | お竜：荒木由美子、お昌：小畠きぬ子、橋本屋：外山高士、五郎蔵：大木正司、卯吉：寺下貞信、茂吉：池田謙治、役人：山田良樹、水夫：椿竜二、行商人：宮城幸生、矢吹作右衛門：待田京介 |
| 75   | 女の罠のうらおもて                 | 1981/6/4   | 土橋成男          | 上杉尚祺 | お紺：三林京子、堀田備中守：川合伸旺、おたか：湖条千秋、兼吉：岩尾正隆、仙波：川浪公次郎、樋口：平沢彰、利三郎：村居京之輔、武蔵屋源兵衛：小林昭二 |
| 76   | おかち町、無情の嵐                 | 1981/6/11  | 今村文人          | 居川靖彦 | 中西誠十郎：神田橋満、お静：相原友子、石田主水正：佐竹明夫、塚本伊勢守：田口計、上原仙右衛門：吉田豊明、御家人：出水憲司、高並功、糸井清右衛門：鈴木康弘、中間奴：志茂山高也、泉好太郎、徒目付：高井清、藤長照夫、踊り子：的野美栄子 |
| 77   | 三万両の焦熱地獄                   | 1981/6/18  | 土橋成男          | 林伸憲   | 牧村源三郎：伊吹剛、おあき：三浦リカ、土屋兵庫：北原義郎、和泉屋儀兵衛：中山昭二、戸沢：宮口二郎、お政：藤山律子、松岡：平河正雄、北浦：石井洋充、おさと：福島幸子 |
| 78   | 姉弟のいのち!仙十郎受難            | 1981/6/25  | 櫻井康裕          | 林伸憲   | お葉：三浦真弓、信助：倉石功、平野屋：亀石征一郎、草壁久右衛門：小沢象、棚橋：八名信夫、手代：壬生新太郎、藤八：島田秀雄、番頭：奔田陵、お葉の子供時代：宮崎晴子、房吉の子供時代：工藤英夫、長屋のおかみさん：美松艶子、美柳陽子、春藤真澄、長屋の子供：小湊都起子、房吉：真夏竜 |
| 79   | 嗚呼!幻の両国橋                    | 1981/7/2   | 今村文人          | 原田雄一 | お仙：栗田陽子、深江十右衛門：草薙幸二郎、丸高屋与兵衛：天田俊明、深江市之進：津山栄一、若侍：石井茂樹、山崎博之、少年：妹尾友有、入江則雅、川端信司、越前屋：中村錦司、寺子屋の先生：国一太郎、松吉：和田昌也、少女時代のお仙：藤原桜子、踊り子：花柳陽要、的野三栄子、前川恵美子、商家の娘：永野佳寿江、古川京子、おつや：加茂さくら                                                                   |
| 80   | 裏切り、花街なみだ糸               | 1981/7/9   | 土橋成男          | 上杉尚祺 | おゆき：金沢碧、美濃屋徳兵衛：早川保、鳥居若狭守：内田勝正、山城屋九郎兵衛：灰地順、堀田伊勢守：浅香春彦、仁吉：根岸一正、勇次：滝譲二、おとら：鳴尾よね子、園部：内藤康夫、女中：桂登志子 |
| 81   | 慕情に散った虚無僧寺               | 1981/7/16  | 土橋成男          | 原田雄一 | お袖：鈴鹿景子、岡部又四郎：加藤和夫、佐伯弾正：江並隆、肥前屋源兵衛：山岡徹也、吉村：堀田真三、松永：五十嵐義弘、岩田：小峰隆司、津川左近：原田大二郎 |
| 82   | 賭けた二の腕風鈴ながし             | 1981/7/23  | 櫻井康裕          | 上杉尚祺 | お咲：立枝歩、与七：槇健吾、生沼直胤：幸田宗丸、但馬屋：守田比呂也、紋次：市村昌治、松屋仁兵衛：松田明、島崎：野上哲也、中井：藤山良、鉄砲鍛冶：蓑和田良太、長屋の女：富永佳代子、長屋の男：宮崎博、小女：山本峯子、少女時代のお咲：長谷川直子、市蔵：井上孝雄 |
| 83   | 頑張れ!日本橋の福の神              | 1981/7/30  | 今村文人          | 荒井岱志 | おきく：東山明美、梶原九郎兵衛：久富惟晴、森田屋善八：江見俊太郎、時造：岩尾正隆、亀三：小峰隆司、六助：江原政一、市松：妹尾和夫、おとみ：呉恵美子、おさん：牧野恵美、おうめ：大西美左子、浪人：笹木俊志、池田謙治、おはな：前川恵美子、半助：中嶋俊一、正太：川井大輔、清六：河原崎建三 |
| 84   | 風摩ひとり暁に死す                 | 1981/8/6   | 今村文人          | 林伸憲   | 惣右衛門：大木実、中村晋助：南城竜也、お甲：小林伊津子、沼垣刑部元成：城所英夫、佐吉：中田博久、卯助：石倉英彦、重臣：五十嵐義弘、半次：益田哲夫、立川孫兵衛：白井滋郎、船頭：波多野博、疾風の陣左衛門：井上昭文 |
| 85   | 男が燃えた潮風街道                 | 1981/8/13  | 土橋成男          | 林伸憲   | おくみ：大塚良重、藤堂出羽守：西山辰夫、稲垣左膳：近藤宏、源兵衛：山本清、稲垣平馬：時田優、銀次：佐藤晟也、半左衛門：永野辰弥、おまつ：新海なつ、久八：山村弘三、儀平：国田栄弥、甚太：森源太郎、由造：東父岡勇二、勇吉：大木晤郎、仙吉：大場順 |
| 86   | 情け丁半!姉妹かんざし              | 1981/8/27  | 櫻井康裕          | 荒井岱志 | おとせ：野際陽子、おひさ：山本ゆか里、駿河屋：玉川伊佐男、荻島助左衛門：川辺久造、富造：木島修二郎、安吉：重久剛一、伊三次：友金敏雄、片山：藤沢徹夫、林田：大月正太郎、手代：山田良樹、小女：芦原薫、少女時代のおとせ：増岡美樹、少女時代のおひさ：戸来ケイ子 |
| 87   | 秋の螢 暴れ遊女お仙                | 1981/9/3   | 今村文人          | 大洲斉   | お仙：新藤恵美、山本善四郎：石橋雅史、戸田平左衛門：溝田繁、井筒：伊吹徹、皆川：白川浩二郎、半助：星景太、おもん：原あけみ、医者：相馬剛三、刀屋の主人：入江慎也、奥女中：星野美恵子、桂登志子、遊女：大川かつ子、高野陽子、中田誠一郎：西田健 |
| 88   | 訴状が舞った黒潮しぶき             | 1981/9/10  | 櫻井康裕          | 林伸憲   | おもよ：吉村彩子、清助：内田喜郎、石川大和：早川雄三、水越嘉門：林彰太郎、和田：宮川珠季、中井：吉見荘三郎、藩士：宮城幸生、宗次：和田昌也、与吉：峰蘭太郎、金造：東孝、嘉市：椿竜二、彦兵衛：内藤武敏 |
| 89   | 命かけ橋 別れ橋                    | 1981/9/17  | 土橋成男          | 林伸憲   | おゆう：宮井えりな、佐吉：富田浩史、山城屋茂兵衛：高桐真、源十：牧冬吉、由松：高並功、おとせ：西田治子、半次：大矢敬典、中村勘解由：菅貫太郎 |
| 90   | 参上!薪割り剣法                    | 1981/9/24  | 今村文人          | 居川靖彦 | 林田益右衛門：岡田英次、おてる：遠藤真理子、恵那屋利兵衛：大竹修造、古川弥兵衛：曽根晴美、青木源心：佐藤京一、川北屋清兵衛：福山象三、善六：古代一平、黒崎：岩尾正隆、配下：大月正太郎、長屋のおかみ：稲垣陽子、魚屋：白井滋郎、細川純一、女中：袖森正子 |
| 91   | 泣いて笑った 火の玉母ちゃん        | 1981/10/8  | 櫻井康裕          | 林伸憲   | おふじ：中村メイコ、おゆき：丘路恵子、曽根織部：名和宏、松代屋：長谷川弘、相州屋：穂高稔、幸吉：高峰圭二、善之介：神津善之介、家臣：矢部義章、人足頭：池田謙治、材木問屋：疋田泰盛 |
| 92   | 命賭けます!忍び恋                  | 1981/10/15 | 土橋成男          | 居川靖彦 | 又平：：坂上二郎、お初：藤宏子、鶴松：島英二、松浦肥前守：深江章喜、辰巳屋次郎右衛門：木村元、綾部大膳：川浪公次郎、吉村：遠山金次郎、藤瀬：藤長照夫、伊島軍蔵：丘路千、源次：平沢彰、角助：笹木俊志、卯吉：奔田陵、長屋のおかみさん：春藤真澄、宮永淳子、三谷真理子、子供：山崎修 |
| 93   | そろばん侍、五分の魂!              | 1981/10/22 | 土橋成男          | 大洲斉   | 沙織：壇まゆみ、青山信二郎：坂東正之助、土井信濃守：高野真二、甲州屋四郎兵衛：天草四郎、大村主膳：船水俊宏、唐沢：秋山勝俊、野島：山本一郎、瑞江：島村晶子、巫女：藤洋子、与平：森下鉄朗、島田弾正：永井智雄 |
| 94   | 源平がたり 親子を結んだ的扇        | 1981/10/29 | 今村文人          | 林伸憲   | 滝川宗右衛門：大出俊、早苗：鳥居恵子、正太郎：田村貴彦、中里甚右衛門：岩田直二、水野忠善：大捕慎司、加藤：出水憲司、本田：白川浩二郎、藩士：白井滋郎、御用達：森源太郎、島田秀雄、百姓：和田昌、内藤康夫、西尾内膳正：亀石征一郎 |
| 95   | 愛ふたたび江戸のはぐれ鳥           | 1981/11/5  | 櫻井康裕          | 林伸憲   | お袖：三浦リカ、栄次：佐久田修、関谷孫兵衛：北原義郎、安房屋藤兵衛：外山高士、垣内：堀田真三、直助：小田部通麿、おくみ：松岡加緒里、賭場の男：小峰隆司 |
| 96   | 紅蓮に哭いたおとこ花               | 1981/11/12 | 櫻井康裕          | 居川靖彦 | 鉄造：近藤洋介、おゆき：田中綾、川野圭之進：神田橋満、小山田頼母：小沢象、平戸屋藤兵衛：汐路章、宇之吉：福本清三、才次：井上清和、越後屋：壬生新太郎、内儀：宮田圭子、火の番：大城泰 |
| 97   | 江戸しぐれ おかめの涙              | 1981/11/19 | 土橋成男          | 居川靖彦 | おもん：白石奈緒美、おさき：里見和香、音吉：槇健吾、安藤外記：山岡徹也、仁蔵：田中浩、伝六：阿波地大輔、勘八：池田謙治、矢沢：波多野博、松吉：泉好太郎、おまつ：曽根千香子、仁蔵の子分：大矢敬典、木下通博 |
| 98   | さすらい父子（おやこ）の朝焼け街道 | 1981/12/3  | 今村文人          | 上杉尚祺 | 佐藤庄左衛門：土屋嘉男、佐藤平八郎：荒谷公之、お加代：竹井みどり、森村屋定七：山本清、勝造：石倉英彦、氷室小四郎：岩尾正隆、松吉：中村錦司、三村：宮川珠季、与力：山田良樹、仁六：宮崎博、長屋の男：東孝、門番：高谷舜二、ならず者：藤山良、内藤康夫、お春：加藤恭子、犬上源太夫：待田京介 |
| 99   | 月に吼える白狐の影法師             | 1981/12/10 | 土橋成男          | 林伸憲   | 千鶴：小野みゆき、竹中采女正：剣持伴紀、杉浦多門：原口剛、肥前屋源右衛門：五味龍太郎、対馬屋銀兵衛：山本一郎、西国屋重蔵：高並功、瀬川半蔵：国一太郎、左平：河合絃司、内藤飛騨守：睦五郎 |
| 100  | 男いのちの恋三味線                 | 1981/12/17 | 土橋成男          | 上杉尚祺 | おその：日向明子、堀田河内守：川合伸旺、堺屋勘右衛門：牧冬吉、荒川蔵人：遠藤征慈、谷村左膳：有川正治、島田右京亮：疋田泰盛、遊び人：勝野賢三、江原政一、天草充応、三浦政之助：伊吹剛 |
| 101  | べそかきトンビの江戸の空           | 1981/12/24 | 櫻井康裕          | 居川靖彦 | 野上友之進：火野正平、綾：日高久美子、小松屋：神田隆、森田兵庫：小瀬格、秋葉左内：船水俊宏、平吉：広瀬義宣、番頭：大矢敬典、医者：和田昌也、矢場女：梅田まゆみ |
| 102  | 初春、裏町、恋かるた               | 1982/1/7   | 土橋成男          | 井沢雅彦 | お蝶：黒木真由美、新島勘太夫：藤木敬士、平戸屋彦兵衛：森幹太、日向屋惣右衛門：岩城力也、越前屋久蔵：鈴木康弘、須貝：平沢彰、重吉：丘路千、定八：平河正雄、金造：東父岡勇二、少女時代のお蝶：小湊睦子、少年時代の友吉：近藤健二、スリの親分：大城泰、友吉：桜木健一 |
| 103  | 春ごよみ人情宝船                   | 1982/1/14  | 今村文人          | 井沢雅彦 | 由利：吉沢京子、倉橋新平：大場順、山本重左衛門：永野辰弥、久江：鳳八千代、中田：川浪公次郎、向井：野上哲矢、半助：山本弘、藩士：壬生新太郎、魚屋：四方公、寺西右京太夫：田口計 |
| 104  | 伊勢路恋しや母子（ははこ）唄       | 1982/1/21  | 今村文人          | 居川靖彦 | おしま：土田早苗、仙波伊左衛門：山本昌平、市助：松本朝夫、おけい：赤松由佳子、西田：笹木俊志、山村：藤沢徹夫、御家人：矢部義章、白井滋郎、医者：疋田泰盛、行商人：椿竜二、女中：玉野玲子、三次：工藤堅太郎 |
| 105  | いのち再び夢鏡                     | 1982/1/28  | 櫻井康裕          | 林伸憲   | 源治：左右田一平、おとき：八木昌子、お八重：佐藤万理、高津屋：守田比呂也、藤次：江幡高志、辰造：遠山金次郎、捨三：峰蘭太郎、そば屋の親爺：宮城幸生、浮田次郎右衛門：須賀不二男 |
| 106  | 大吉、八掛の鬼退治!                | 1982/2/4   | 今村文人          | 井沢雅彦 | 野沢玄朴：谷幹一、おたみ：山本ゆか里、高畑采女正：浜田晃、松井：大下哲矢、幸吉：新城邦彦、河内屋：海老江寛、梶川：高並功、家臣：藤長照夫、お染：富永佳代子、子供：山崎修、丸谷剛士 |
| 107  | げんこつ涙の子守唄                 | 1982/2/11  | 櫻井康裕          | 林伸憲   | 粂造：遠藤太津朗、お兼：福田公子、宇崎軍兵衛：近藤宏、上州屋：谷口完、倉吉：下元年世、木場の男：藤沢徹夫、小船秋夫、おかみさん：武田てい子、利松：妹尾和夫、医者：島田秀雄、女の子：種浦みずき、圭次：佐藤仁哉 |
| 108  | 見ざる言わざる父娘（おやこ）ざる   | 1982/2/18  | 土橋成男          | 林伸憲   | おゆき：賀田裕子、吉岡刑部：幸田宗丸、相馬屋次郎兵衛：天草四郎、政吉：谷岡弘規、辰吉：相馬剛三、おもん：雪代敬子、寅造：田畑猛雄、源次：重久剛一、卯吉：大矢敬典、手代：大月正太郎、勝五郎：根上淳 |
| 109  | 輝け!炭団（たどん）の嫁御寮        | 1982/2/25  | 土橋成男          | 井沢雅彦 | 信吉：尾藤イサオ、安藤伊賀守：高野真二、相馬屋五郎蔵：守屋俊志、伝蔵：黒部進、福田屋弥兵衛：加賀邦男、奈良屋庄左衛門：北原将光、梶原東馬：福本清三、安吉：佐藤晟也、半次：江原政一、ならず者：池田謙治、東孝、松原健司、惣吉：高谷舜二、町人：椿竜二、和田昌也、春藤真澄 |
| 110  | 春一番、みちのくの男               | 1982/3/4   | 今村文人          | 上杉尚祺 | 佐々木新右衛門：横内正、お志津：水原麻記、奥州屋治左衛門：岩田直二、竹井：郷明久、田坂：波多野博、中丸：出水憲司、黒木屋仁兵衛：溝田繁、栄一郎：瀬賀敏之、お春：宮川恵子、弥源太：秋山勝俊、太平次：勝野賢三、五郎太：笹木俊志、居酒屋の男：大木晤郎、岡っ引き：宮崎博、質屋の主人：和田昌也、質屋の手代：小坂和之、和尚：大城泰、小坊主：山崎修、室月頼母：曽根晴美                                     |
| 111  | 真実の証のいれずみ命               | 1982/3/11  | 櫻井康裕          | 上杉尚祺 | 房吉：荒木しげる、おくみ：新谷由美子、矢野主膳：木村元、若狭屋：冨田浩太郎、田原屋清右衛門：加藤和夫、三次：泉好太郎、藤助：森章二、ならず者：蓑和田良太、手代：加藤寛治、職人：内藤康夫、藤山良、津山善之進：神津善行 |
| 112  | 白狐に哭いた浪花武士               | 1982/3/18  | 今村文人          | 林伸憲   | 佐野屋彦兵衛：内田稔、おきん：高田瞳、淀屋三右衛門：北原義郎、中尾備前守：五味龍太郎、七蔵：五十嵐義弘、お糸：牧野恵美、井筒：疋田泰盛、御家人：藤沢徹夫、峰蘭太郎、西山清孝、同心：森源太郎、小田切隼人正：西岡徳馬 |
| 113  | 春風、旅立ち、別れ雲               | 1982/3/25  | 土橋成男          | 林伸憲   | 美穂：清水石あけみ、稲垣備前守：船戸順、長崎屋勝五郎：山岡徹也、井手隼人：唐沢民賢、相原：高並功、片山：吉見荘三郎、尾張大納言義直：高田浩吉 |

## ネット局
- テレビ朝日：木曜 20:00 - 20:54
- 岩手放送：日曜 10:30 - 11:25[1]
- 東日本放送：木曜 20:00 - 20:54[2]